# Drama

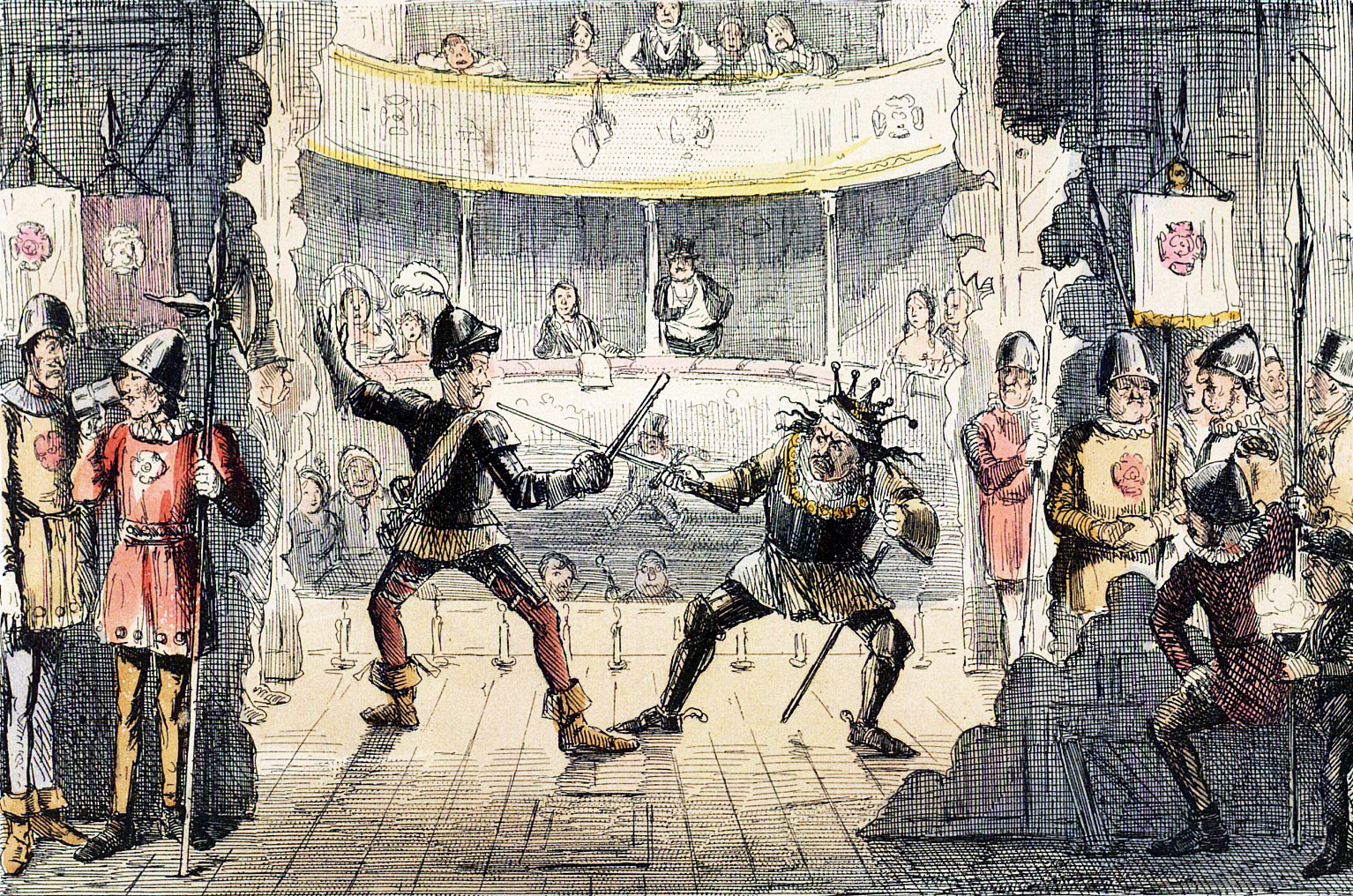
Representação de uma cena da peça de Shakespeare, Ricardo III

Drama é o modo específico de ficção representado na performance: uma peça, ópera, mímica, balé, etc., realizada em um teatro, rádio ou televisão. Considerado como um gênero de poesia em geral, o modo dramático tem sido contrastado com os modos épico e lírico desde a Poética de Aristóteles (c. 335 a.C.), o primeiro trabalho da teoria dramática.
O termo "drama" vem de uma palavra grega que significa "ação" ou "ato" (em grego: δρᾶμα, drâma), que é derivado de "eu faço" (em grego: δράω, dráō). As duas máscaras associadas ao drama representam a tradicional divisão genérica entre comédia e tragédia.
Em inglês (como era o caso análogo em muitas outras línguas europeias), a palavra play (peça) ou game (traduzindo do anglo-saxão pleġan ou do latim ludus) era o termo padrão para dramas até a época de William Shakespeare — assim como seu criador era um play-maker (criador de peças) em vez de um dramaturgo e o edifício era uma play-house (casa teatral) em vez de um teatro.
O uso de "drama" em um sentido mais restrito para designar um tipo específico de peça data da era moderna. "Drama", neste sentido, refere-se a uma peça que não é comédia nem tragédia, como Thérèse Raquin (1873) de Zola ou Ivanov (1887) de Chekhov. É esse sentido mais restrito que as indústrias cinematográfica e televisiva, juntamente com a filmologia, adotaram para descrever o "drama" como um gênero dentro de suas respectivas mídias. O termo "drama radiofônico" tem sido usado em ambos os sentidos — originalmente transmitido em uma apresentação ao vivo. Também pode ser usado para se referir ao final mais intelectual e sério da produção dramática do rádio.
A encenação do drama no teatro, realizada por atores em um palco diante de uma plateia, pressupõe modos de produção colaborativos e uma forma coletiva de recepção. A estrutura dos textos dramáticos, ao contrário de outras formas de literatura, é diretamente influenciada por essa produção colaborativa e recepção coletiva.
A mímica é uma forma de drama onde a ação de uma história é contada apenas através do movimento corporal. O drama pode ser combinado com a música: o texto dramático na ópera é geralmente cantado; como em alguns balés, a dança "expressa ou imita emoção, caráter e ação narrativa". Os musicais incluem diálogos falados e canções; e algumas formas de drama têm música incidental ou acompanhamento musical enfatizando o diálogo (melodrama e japonês Nō, por exemplo). O drama de armário é uma forma que se destina a ser lida, em vez de representada. Em improvisação, o drama não preexiste ao momento da performance; os performers elaboram um roteiro dramático espontaneamente diante de uma plateia.